# Tiltrædelsestraktaten 2003
Tiltrædelsestraktaten 2003 eller Traktat om tiltrædelse af den Europæiske Union 2003 er en aftale mellem den Europæiske Union og ti lande (Tjekkiet, Estland, Cypern, Letland, Litauen, Ungarn, Malta, Polen, Slovenien, Slovakiet), vedrørende disse landes indlemmelse i EU. Samtidig ændrede denne en række punkter oprindeligt fra Nice-traktaten. 
Traktaten blev underskrevet d. 16. april 2003 i Athen, Grækenland og trådte i kraft d. 1. maj 2004, dagen for udvidelsen af EU.
EU består af en række overlappende strukturer som er et resultat af de mange efterfølgende traktater. Denne traktat ændrer altså flere andre traktater:
- Rom-traktaten (etablerer det Europæiske Økonomiske Fællesskab),
- Rom-traktaten (etablerer Euratom)
- Maastricht-traktaten (etablerer den Europæiske Union)

såvel som andre bestemmelser, som tilsammen danner det nuværende grundlag for EU.
Ændringer inkluderer måden, hvorpå kvalificeret flertal behandles i Rådet for Den Europæiske Union.